# Zlatá lilie (kniha)
Zlatá lilie je fantasy román pro mladé dospělé z roku 2012 autorky Richelle Mead, druhým dílem série Pokrevní pouta. Kniha sleduje příběh několika teenagerských studentů, kteří se musí vypořádat se zakázanou láskou, Strigoji a nadpřirozenem.

## Děj
Kniha sleduje příběh Sydney Sageové, mladé alchymistky, která je nucena studovat na internátní škole v Palm Strings v Kalifornii, kde chrání Jillian (Jill) Dragomirovou, morojskou princeznu. Alchymisté jsou lidé odmítající magii, kteří fungují jako most mezi lidmi a vampýry. Chrání vampýrské tajemství a lidské životy.
Jill je v hledáčku lidí, kteří ji chtějí zabít a vyvolat tak občanskou válku na morojském královském dvoře, kde vládne morojská královna Lissa, Jilliina sestra. Přiřazení k Jill je pro Sydney cestou, jak se zbavit předchozího selhání, kdy pomohla dhampýrce obviněné z vraždy, Rose Hathawayové – Lissině nejlepší kamarádce. Úkol jí ale ztěžuje přátelský vztah s Jill, dhampýrem Eddiem a morojským uživatelem éteru Adrianem. Nutí ji to ptát se sama sebe, jestli vše, co o alchymistech a jejich názorech ví, není lež.
Během toho všeho Sydney zpochybňuje svůj vztah s Braydenem, někým, kdo se pro ni zdá být perfektním v každém smyslu. I když jí na něm záleží, Sydneyina pozornost je rozptylována někým, s kým by nikdy být nemohla, Adrianem. Když tajemství vyplouvají na povrch a oddanost prochází zkouškou ohněm, Sydney musí najít způsob, jak se přes to dostat a nedostat do nebezpečí lidi, na kterých jí záleží.

## Přijetí
Kritiky Zlaté lilie jsou vesměs pozitivní, od RT Book Reviews získala kniha čtyři hvězdičky.

## Postavy
- Sydney Sageová
- Adrian Ivaškov
- Jill Mastranová
- Eddie Castile
- Dimitri Belikov – dřívější Strigoj, Christianův strážce a Rosin přítel
- Jacqueline Terwilligerová – Sydneyina učitelka historie a čarodějky